# Патрешко
Патрешко (болг. Патрешко) — село в Болгарии. Находится в Ловечской области, входит в общину Троян. Население составляет 92 человека.

## Политическая ситуация
Патрешко подчиняется непосредственно общине и не имеет своего кмета.
Кмет (мэр) общины Троян — Минко Цочев Акимов (Граждане за европейское развитие Болгарии (ГЕРБ)) по результатам выборов в правление общины.